# Лёфквист, Томас
Томас Лёфквист (англ. Thomas Löfkvist; род. 4 апреля 1984; Висбю, Швеция) — шведский профессиональный шоссейный велогонщик, выступающий за команду Sky Procycling. В 2009 году выиграл этап № 1 на Джиро д’Италия.